# Saison 1 de Papa Schultz
Chronologie
Saison 2
Cet article présente la première saison de la série télévisée américaine Papa Schultz (Hogan's Heroes).

## Distribution

### Acteurs principaux
- Bob Crane : colonel Robert E. Hogan
- Werner Klemperer : colonel Wilhelm Klink
- John Banner : sergent Hans Schultz
- Robert Clary : caporal Louis LeBeau
- Richard Dawson : caporal Peter Newkirk
- Ivan Dixon : sergent James « Kinch » Kinchloe
- Larry Hovis : sergent Andrew Carter[1]

### Acteurs secondaires
- Leon Askin : General Albert Burkhalter
- Cynthia Lynn : Helga
- Walter Janowitz : Oscar Schnitzer
- Jon Cedar : Caporal Karl Langenscheidt
- Arlene Martel : résistante allemande le Tigre (épisode 02)
- Bernard Fox : Colonel Crittendon (épisodes 5 et 29)

## Liste des épisodes
1. L'Informateur
2. Chasse au Tigre
3. Premier prix
4. Feu l'Inspecteur général
5. Le Vol de la Walkyrie
6. Tel est pris qui croyait prendre
7. La Chute du pont allemand
8. Le cinéma est une évasion
9. L'Eau lourde
10. Dîner en ville
11. Prosit
12. Le Professeur Dubois
13. Une bière pour le 13
14. L'Or noir
15. Voyage en groupe
16. En avant, toute !
17. Bon Anniversaire, Adolf !
18. La Ruée vers l'or
19. Hello Zolle !
20. Hogan est amoureux
21. Un homme pour un autre
22. Mamma mia !
23. Le Bataillon 43
24. Le Radar du général
25. Colonel Freud
26. Visite royale
27. Le Perceur de coffres-forts
28. Trois femmes au Stalag
29. Le Tueur
30. Un ange au Stalag
31. La Filière
32. Demande permission de s'évader

### Épisode 1:L'Informateur
- Larry Hovis : Sergent Andrew J. Carter
- Leon Askin : Général Burkhalter
- Stewart Moss : Sergent Olsen
- Cynthia Lynn: Helga
- Walter Janowitz: Oscar Schnitzer
- Noam Pitlik: Wagner
- Richard Sinatra: Sgt. Riley

### Épisode 2:Chasse au Tigre
- Cynthia Lynn: Helga
- Jon Cedar: Caporal Karl Langenscheidt
- Arlene Martel: le Tigre
- Rico Cattani: General Hofstader

### Épisode 3:Premier prix
- Woodrow Parfrey: Colonel Schneider
- Victor French: Commando
- William Allyn: Major Hauser

### Épisode 4:Feu l'Inspecteur général
- Cynthia Lynn: Helga
- Jon Cedar: Caporal Karl Langenscheidt
- Walter Janowitz: Oscar Schnitzer
- Stewart Moss: Olsen
- John Dehner: General Von Platzen

### Épisode 5:Le Vol de la Walkyrie
- Cynthia Lynn: Helga
- Bernard Fox: Colonel Rodney Crittendon
- Louise Troy: Baronne Lili von Schlichter

### Épisode 6:Tel est pris qui croyait prendre
- Roger C. Carmel :General Schmidt
- John Orchard: Sgt. Walters
- Inge Jaklin: Fraulein

### Épisode 7:La Chute du pont allemand
- Cynthia Lynn: Helga
- Forrest Compton : Pilote
- Hal Lynch : Copilote

### Épisode 8:Le cinéma est une évasion
- Cynthia Lynn: Helga
- William Christopher: Lt. Donner
- John Crawford: Lt. Ritchie
- Henry Corden: General Von Kaplow

### Épisode 9:L'Eau lourde
- Cynthia Lynn: Helga
- Lawrence Montaigne: Sgt. Steinfeld
- Eddie Firestone: Scotty
- John Stephenson: Capitaine Mueller

### Épisode 10:Dîner en ville
- Leon Askin: General Albert Burkhalter
- Edward Knight: Major Klopfer
- Monroe Arnold: Willie
- Sigrid Valdis: Gretchen
- Stuart Nisbet: le barmay
- Thordis Brandt: Elsa

### Épisode 11:Prosit
- Cynthia Lynn: Helga
- Jon Cedar: Caporal Karl Langenscheidt
- Norman Alden: Sgt. Krebs
- Bruce Yarnell: Capt. Winslow
- Norbert Schiller: Max

### Épisode 12:Le Professeur Dubois
- Parley Baer: Professeur Altman
- Buck Young: 2nd Officier
- Maurice Marsac: Émilie Dubois
- Forrest Compton: 1er Officier
- Jayne Massey: Marie Dubois
- Bard Stevens: Capitaine Krug

### Épisode 13:Une bière pour le 13
- Cynthia Lynn: Helga
- Willard Sage: Lt. Schmidt
- Roger Heldfond: Soldat
- Paula Stewart: Hilda
- Frank Marth: Capt. Milheiser

### Épisode 14:L'Or noir
- Leon Askin: Général Albert Burkhalter
- Cynthia Lynn: Helga
- William Mims: Fritz Bowman
- Jon Cedar: Caporal Karl Langenscheidt

### Épisode 15:Voyage en groupe
- Cynthia Lynn: Helga
- Robert Hogan: Braden
- Dennis Robertson: Mills
- Michael Murphy: Caporal Walter Comminsky

### Épisode 16:En avant, toute!
- Leon Askin: Général Albert Burkhalter
- Cynthia Lynn: Helga
- Michael St. Clair: Capt. Michaels
- Fredd Wayne: Sgt. Kristman

### Épisode 17:Bon Anniversaire, Adolf!
- Cynthia Lynn: Helga
- Howard Caine: Major Keitel

### Épisode 18:La Ruée vers l'or
- Cynthia Lynn: Helga
- Pitt Herbert: Allemand #1
- Rick Traeger: Major Krieger
- Tom Hatten: Lt. Edward H. Martin

### Épisode 19:Hello Zolle!
- Gavin MacLeod : Major Zolle
- Ramon Bieri : Steiner
- Gilbert Green : Général Hans Stofle
- Britt Nilsson : Ingeborg
- Horst Ebersberg : Gunther

### Épisode 20:Hogan est amoureux
- Cynthia Lynn: Helga
- Michael Constantine: Heinrich
- Claudine Longet: Michelle

### Épisode 21:Un homme pour un autre
- Bert Freed: Major Bernsdorf
- James Frawley: Capitaine de la Gestapo

### Épisode 22:Mamma mia!
- Jon Cedar: Caporal Karl Langenscheidt
- Hans Conried: Major Bonacelli
- Harry Lauter: Capitaine de sous-marin
- Joe E. Tata: Tony Garlotti
- Jack Goode: Capitaine Henderson
- Elisa Ingram: Sergent de l'ATS
- Ernest Sarracino: M. Garlotti
- Bard Stevens: Chauffeur Allemand

### Épisode 23:Le Bataillon 43
- Cynthia Lynn : Helga
- Sandy Kenyon : Major Hans Kuehn
- Hal Lynch : Lynch
- Leon Askin : Général Burkhalter

### Épisode 24:Le Radar du général
- Cynthia Lynn: Helga
- J. Pat O'Malley: Caporal Walter Tillman

### Épisode 25:Colonel Freud
- Leon Askin: Général Albert Burkhalter
- Cynthia Lynn: Helga
- Joseph Mell: Kintzler

### Épisode 26:Visite royale
- Cynthia Lynn: Helga
- Lee Bergere: Comte Von Sichel
- Stewart Moss: Capitaine
- Ivan Dixon: Prince Makabana
- Isabelle Cooley: Princesse Yawanda

### Épisode 27:Le Perceur de coffres-forts
- Walter Burke: Alf l'artiste
- Booth Colman: Capitaine Guenther
- Antony Eustrel: Major Kronman

### Épisode 28:Trois femmes au Stalag
- Jean Hale: Kathy Pruitt
- Jackie Joseph: Charlene Hemsley
- Edward Knight: Capitaine Heinrich
- Jayne Massey: Ginger Flintrin

### Épisode 29:Le Tueur
- Leon Askin: Général Albert Burkhalter
- Cynthia Lynn: Helga
- Bernard Fox: Colonel Rodney Crittendon
- Larry D. Mann: Docteur Vanetti

### Épisode 30:Un ange au Stalag
- Leon Askin: Général Albert Burkhalter
- Kathleen Freeman: Gertrude Linkmyer
- George Tyne: Capitaine Ferguson
- Inger Stratton: Lotte Linkmyer

### Épisode 31:La Filière
- Cynthia Lynn: Helga
- Irene Tedrow: Jenny
- Susanne Cramer: Eva
- Charles H. Radilak: Willy
- Hannie Landman: Margit
- Todd Martin: Officier de la Gestapo

### Épisode 32:Demande permission de s'évader
- Cynthia Lynn: Helga
- William Christopher: Soldat
- John Crawford: Officier #1
- Mary Mitchel: Mady
- Martin Blaine: Officier de la Gestapo